# 米里恕
米里 恕（よねざと ひろし 1928年5月10日 - 2018年8月25日）は、旧 大蔵省銀行局長。

## 来歴・人物
中国・上海生まれ。旧制都立高等学校を経て、1951年東京大学法学部卒後、大蔵省入省、大臣官房秘書課属。入省同期には山口光秀（事務次官）、加藤隆司（国金局長、理財局長）、平尾照夫（IMF理事、東北財務局長）ら。
1972年 証券局資本市場課長を経て、大臣官房調査企画課長、名古屋国税局長、大臣官房審議官を経て、1979年4月に銀行局長に就任。
銀行局長時代には、土田正顕銀行局総務課長、銀行局総務課企画官である坂本導聡（1964年入省）、鏡味徳房（1965年入省）、吉田正輝銀行局担当審議官（1954年入省）らと、およそ50年ぶりに新銀行法改正を成立させ、当時の大蔵主導の金融効率化行政の下、自由競争導入を一歩推し進めた。しかし、新銀行法制定作業を巡り銀行界（全銀協）と対立。銀行界が造反し、時の渡辺美智雄蔵相に直訴したトラブルで、翌1981年夏に更迭された形で退官。代わって銀行局長には宮本保孝（1953年旧制組前期入省）が就いた。
新銀行法改正作業の、この功により退官後の1981年、徳田博美や広瀬駿二（商工中金副理事長、元証券局長、1944年入省）の在任期間を短縮して開銀理事に就任し、徳田は商工中金副理事長に回った。1984年商工中金副理事長。1987年10月から1998年6月まで初代の日本証券投資顧問業協会（現：日本投資顧問業協会）会長。